# Tasty (Patti-LaBelle-Album)
Tasty ist das zweite Album der US-amerikanischen Soul-Sängerin Patti LaBelle aus dem Jahre 1978.

## Hintergrund
Das Album war wie ihr Debütalbum nur ein moderater Erfolg, aber erlangte durch seinen Disko-Club-Hit Eyes in the Back of My Head und die Airplay-Ballade Little Girls Aufmerksamkeit. Das Album war das erste von Vieren, das die Interpretin auf dem Musiklabel Epic Records veröffentlichte. Das Lied Don’t Let Go wurde ein Jahr später erfolgreich von Isaac Hayes gecovert. Die Gospel-beeinflusste Ballade I See Home wurde von Tina Turner ein Jahr später auf ihrem Album Love Explosion gecovert. LaBelle fungierte bei zwei Liedern des Albums als Co-Autorin, sie schrieb das Soul-beeinflusste Teach Me Tonight und den Gospel-Titel Quiet Time. Ihr Mentor Bud Ellison sorgte für das musikalische Arrangement. Das Up-tempo-Funk-Disko-Lied Eyes in the Back of My Head erreichte Platz fünf in Italien.

## Rezeption
Alex Henderson von Allmusic bezeichnete das Album als „eines der besten Soloalben“ Labelles. Zwar scheine es gegenüber einigen Veröffentlichungen des Labelle-Trios weniger wagemutig, aber eine solide, gefühlvolle Soul-Pop-Veröffentlichung. Viereinhalb von fünf Sternen wurden vergeben.

## Titelliste
1. „Save the Last Dance for Me“ (Doc Pomus, Mort Shuman) (5:05)
2. „Monkey See Monkey Do“ (M. Franks) (5:12)
3. „Little Girls“ (Aaron G. Willis, Jr.) (6:46)
4. „You Make It Hard to Say No“ (Boz Scaggs) (5:35)
5. „Teach Me Tonight (Me Gusta Tu Baile)“ (Armstead Edwards, James R. Budd Ellison, LaBelle) (5:21)
6. „Quiet Time“ (Armstead Edwards, James R. Budd Ellison, LaBelle) (5:05)
7. „Don’t Let Go“ (Jesse Stone) (4:06)
8. „I See Home“ (Aaron G. Willis, Jr., David Lasley) (5:57)
9. „Eyes in the Back of My Head“ (5:25)

## Mitwirkende
- Patti LaBelle (Gesang)